# Pakaru-Eisfälle
Die Pakaru-Eisfälle sind stark zerklüftete Gletscherbrüche an der Südwestküste der antarktischen Ross-Insel. Sie beginnen nördlich des Turks Head Ridge und münden zwischen Kap Evans und dem Turks Head in die Erebus Bay.
Ihr aus dem Māori abgeleiteter Name bedeutet übersetzt „gebrochen“.